# Fusillade de masse
Une fusillade de masse est un acte effectué par un ou plusieurs tireurs, au moyen d'une ou plusieurs armes à feu et faisant de nombreuses victimes (morts et/ou blessés). Selon les contextes des définitions variables en ont été données (voir plus bas). Les phénomènes de tuerie de masse ou de tuerie en milieu scolaire est l'une des formes de fusillades de masse.
Une fusillade de masse peut être improvisée (cas de l'acte de folie) ou préparée par des individus isolés ou des groupes organisés. Elle advient dans des lieux publics ou privés. Les auteurs de fusillades de masse (isolés ou non) ont des profils et des motivations diverses mais ils ont en commun une pratique antérieure des armes à feu.
Les groupes terroristes commettent des fusillades de masse pour atteindre leurs objectifs politiques.
Les réponses aux fusillades ont eu des formes variées selon le contexte : nombre de victimes, lieu, pays et contexte politique, et bien d'autres facteurs. Des pays comme l'Australie et le Royaume-Uni ont modifié leurs lois sur les armes (en passant de la vente libre à l'interdiction totale pour l'Australie) à la suite de fusillades de masse.
La couverture médiatique des fusillades de masse a une grande influence sur la réaction publique et semble engendrer de nouveaux cas, par imitation des précédents.

## Éléments de définition
Les États-Unis étant particulièrement touchés par ce phénomène, c'est dans ce pays qu'on a le plus cherché à en donner une définition juridique. Le Service de recherche du Congrès des États-Unis souligne ainsi qu'il n'existe pas de définition communément acceptée, mais propose de considérer comme telle toute fusillade dans laquelle quatre personnes ou plus, auteur non compris, sont tuées au hasard des tirs. Cette définition reprend les termes de celle du FBI, pour le terme « meurtre de masse ».
Une autre définition officieuse d'une fusillade de masse énonce qu'il s'agit d'un événement impliquant l'atteinte (n'entraînant pas nécessairement la mort) de dix personnes ou plus, au cours de la même action.
L'absence d'une définition unique peut conduire à une surestimation médiatique, en comptant parmi les fusillades de masse des meurtres d'une autre nature.
La caractérisation d'un événement comme fusillade de masse dépend de sa définition, et les définitions varient,.
Aux États-Unis : la loi fédérale américaine permet au procureur général, sur demande d'un État fédéré, d'aider à enquêter sur des « massacres de masse » (plutôt que des fusillades de masse).
Le terme concernait à l'origine le meurtre de quatre personnes ou plus sans long intervalle de temps,. Il a été redéfini par le Congrès en 2013 comme étant le meurtre de trois personnes ou plus.
Selon CNN, une fusillade de masse est définie comme ayant provoqué quatre décès ou plus, mais cela ne comprend pas les combats entre gangs et les meurtres domestiques.
Dans Behind the Bloodshed, un rapport de USAToday, un massacre est défini comme tout incident dans lequel quatre personnes ou plus ont été tuées et cela comprend également les meurtres familiaux. Un site de recensement en externalisation ouverte concernant les meurtres de masses, Mass Shooting Tracker, largement cité dans les médias, définit une fusillade de masse comme tout incident dans lequel quatre personnes ou plus sont touchées par une arme à feu, qu'elles soient blessées ou tuées,. Une remarquable connexion a été signalée aux États-Unis entre les fusillades de masse et la violence domestique ou familiale, impliquant un proche ou un membre de la famille tués dans 76 133 cas (57 %), et un auteur ayant déjà été accusé de violence domestique dans 21 % des cas.
En Australie, une étude académique de 2006 a défini une fusillade de masse comme « une fusillade dans laquelle ⩾ cinq homicides dus à des armes à feu sont commis par un ou deux auteurs dans un milieu civil, sans compter les auteurs ».
Un acte est généralement défini comme « terroriste » s'il « semble avoir été réalisé avec l'intention » d'intimider ou de contraindre les gens ; une fusillade de masse n'est pas, en soi, un acte de terrorisme. Un rapport de recherche du Congrès des États-Unis exclut expressément de la définition des fusillades de masse celles dans lesquels le meurtre n'est pas le but recherché, par exemple lorsque les tireurs « recherchent des profits criminels ou tuent au nom d'idéologies terroristes ».

## Par région du monde

### Afrique
Des fusillades de masse ont eu lieu sur le continent africain, comme l'attentat de Sousse et l'attentat du Radisson Blu de Bamako en 2015, et l'attaque du centre commercial Westgate en 2013 à Nairobi.

### Asie
Plusieurs fusillades de masse ont eu lieu en Asie, y compris le massacre de Tsuyama, la fusillade du temple Pashupatinath en 1983, la fusillade de Chongqing en 1993, et l'incident de Tian Mingjian en 1994. L'événement le plus meurtrier en Asie sont les attaques de Bombay de 2008, dans lesquelles 164 personnes ont été tuées et plus de 308 personnes blessées par des terroristes basés au Pakistan.
Le Japon connaît seulement deux homicides liés aux armes par an, et aucune fusillade de masse n'y a eu lieu récemment.

#### Russie
Les fusillades de masse notables comprennent la prise d'otages du théâtre de Moscou en 2002 et la celle de Beslan en 2004.

### Europe
Il y a eu plusieurs fusillades en Europe récemment, y compris les attentats du 13 novembre 2015, les attentats à Toulouse et Montauban en 2012, les attentats de 2011 en Norvège, la fusillade de Winnenden en 2009, la fusillade de Kauhajoki et le massacre de Castel Volturno en 2008, le massacre d'Erfurt en 2002, celui de Zug en 2001 et le massacre de Hungerford en 1987.

#### Serbie
En Serbie, une importante présence des armes et une culture des armes à feu expliquent plusieurs drames parmi lesquels :
- la fusillade du village de Jabukovac - juillet 2007, 9 morts, 7 blessés[12] ;
- la fusillade près de Mladenovac - avril 2013, 13 morts[12] ;
- la fusillade du mariage à Senta - 2015, 6 morts[12] ;
- la fusillade du café de Zitiste - 2016, 5 morts[12] ;
- la fusillade de l'école primaire Vladislav Ribnikar - 3 mai 2023, 9 morts ;
- la fusillade du 4 mai 2023 fait au moins 8 morts.

La Serbie a des lois strictes sur les armes à feu mais aussi l'un des taux de possession d'armes à feu par habitant les plus élevés au monde,. En 2018, ce pays des Balkans se place au troisième rang des pays du monde, derrière les États-Unis et le Yémen, pour la circulation des armes à feu avec 39 armes pour 100 habitants. D'après les données de l'ONG suisse Small Arms Survey, il y avait 2,7 millions d'armes à feu détenues par les civils en Serbie en 2018. 1,18 million étaient officiellement enregistrées et 1,53 million étaient non déclarées. De nos jours, des centaines de milliers d'armes à feu circulent dans le pays. 765 000 armes, dont plus de 232 000 pistolets, sont légalement enregistrées en Serbie, un état d'environ 7 millions d'habitants. Une partie de l'arsenal ayant servi à perpétrer les attentats de 2015 en France provenait des Balkans.
Pendant les années 1990, les conflits liés à l'éclatement de la Yougoslavie ont favorisé la circulation de nombreuses armes à feu dans la région. Une fois la paix revenue, les armes ont continué à être produites par les industries de l'armement locale et les stocks de l'armée ont été détournés. Aujourd'hui encore, les armes sont relativement bon marché : une arme de poing s'achète 150 euros, un fusil d'assaut 250 euros, et beaucoup sont exportées. La culture des armes marque la société serbe : ainsi, pendant les célébrations, il est fréquent que des gens tirent en l'air. Les armes à feu sont employées pour régler les différends quotidiens. De plus, la pratique de la chasse est très répandue. Les stands de tirs sont très populaires en Serbie.
Pourtant, le port d'armes à feu est encadré en Serbie : les mineurs ne peuvent en avoir une qu'avec un permis délivré par la police,. Le port d'armes est conditionné à un examen médical qui doit être passé tous les cinq ans. Pour pouvoir posséder une arme, il ne faut pas avoir été condamné pour un crime, ne pas présenter de trouble mental, d'alcoolisme ou de consommation de drogues. La fusillade de l'école élémentaire Vladislav Ribnikar s'est produite la veille[De quoi ?], ce qui a conduit le gouvernement serbe à proposer une réglementation plus stricte sur la possession d'armes à feu. 

### Moyen-Orient
Plusieurs fusillades de masse ont eu lieu au Moyen-Orient, dont de nombreuses liées au terrorisme.

### Amérique du Nord

#### Canada
Les fusillades de masse notables au Canada comprennent la tuerie de l'École polytechnique en 1989 et la tuerie de l'Université Concordia en 1992.
- Tuerie à la chaîne de 2020 en Nouvelle-Écosse : 20 morts
- Fusillade de Fredericton : 2018, 4 morts
- Fusillade du La Loche Community School : 2016, 4 morts
- Attentat de la grande mosquée de Québec : 2017, 6 morts
- Fusillade de 2014 à Moncton : 2014, 3 morts
- Fusillade du 5 avril 2013 à Gatineau : 2013, 2 morts
- Fusillade de l’université d’Alberta : 2012, 3 morts
- Attentat du Métropolis : 2012, un mort
- Tuerie d’Edmonton : 2012, 9 morts
- Fusillade au collège Dawson : 2006, 2 morts
- Tuerie de l'Université Concordia : 1992, 4 morts
- Tuerie de l'École polytechnique de Montréal : 1989, 15 morts

#### États-Unis
Certaines études ont indiqué qu'il y a beaucoup plus de fusillades de masse aux États-Unis qu'ailleurs. Les nombres avancés par différentes sources diffèrent du fait de l'utilisation de définitions différentes des « fusillades de masse ». Malgré cela, il a été estimé dans une étude que 31 % des fusillades de masse du monde se produisent aux États-Unis, qui ne représentent que 5 % de la population mondiale. CNN cite une étude réalisée par le criminologue A. Lankford qui constate qu'« il y a plus de fusillades de masse aux États-Unis que dans tout autre pays dans le monde ». L'étude conclut que « les États-Unis et les autres nations ayant un fort taux de détention d'armes à feu sont particulièrement sujets à des fusillades de masse, même s'ils sont relativement pacifiques ou de bonne santé mentale selon d'autres indicateurs nationaux ». En revanche, l'Organisation de coopération et de développement économique a déclaré à partir de son indice des fusillades que, par habitant, les États-Unis se classent derrière la Norvège, la Finlande, la Slovaquie, Israël et la Suisse avec 0,12 fusillades de masse pour 1 million d'habitants,,.
La fréquence à laquelle les fusillades de masse se produisent dépend de leur définition. Mother Jones a répertorié sept fusillades de masse, définies comme des fusillades aveugles dans les lieux publics faisant quatre tués ou plus aux États-Unis en 2015. La moyenne pour la période 2011-2015 a été d'environ cinq par an. Dans Behind the Bloodshed, un rapport de USA Today, il est dit qu'il y a des massacres de masse toutes les deux semaines et que les fusillades de masse ne comptent que pour un sixième de ceux-ci. Une analyse du groupe de prévention de la violence par armes à feu de Michael Bloomberg, Everytown for Gun Safety a identifié 110 fusillades de masse, faisant chacune au moins quatre tués, entre janvier 2009 et juillet 2014 ; au moins 57 % étaient liées à la violence conjugale ou familiale. Cela signifie que seulement 43 % des 110 fusillades pendant 5,5 ans n'étaient pas domestiques, mais ne visaient pas nécessairement le public ; ce qui équivaut à 8,6 par an, correspondant à peu près aux autres estimations.[pas clair]
D'autres médias ont rapporté que des centaines de fusillades de masse avaient lieu aux États-Unis durant une seule année civile, citant le site crowdsourcé Shooting Tracker qui définit une fusillade de masse comme faisant au moins quatre blessés ou tués. En décembre 2015, le Washington Post a rapporté qu'il y avait eu 355 fusillades de masse aux États-Unis jusqu'à présent cette même année. En août 2015, le Washington Post a rapporté qu'il y avait en moyenne une fusillade de masse par jour aux États-Unis. Un rapport antérieur avait indiqué que, rien qu'en 2015, il y avait eu 294 fusillades de masse qui avaient tué ou blessé 1 464 personnes. Shooting Tracker et Mass Shooting Tracker, deux sites largement cités par les médias, ont été critiqués pour l'utilisation d'un critère beaucoup plus inclusif que celui utilisé par le gouvernement, ils comptent en effet des évènements faisant seulement quatre blessées comme une fusillade de masse, produisant ainsi des chiffres bien supérieurs,. Selon une analyse statistique, depuis 2011-2012, le taux de fusillades de masse a  augmenté de manière significative.
Fin 2013 a été créé un organisme indépendant chargé de recenser les violences par arme à feu, appelé Gun Violence Archive (GVA) dont les données sont publiées et mises en ligne par le bureau du recensement des États-Unis. Dans sa méthodologie générale, GVA explique qu'elle considère comme fusillade de masse une fusillade causant au moins quatre victimes (à l'exception de l'auteur de la tuerie) car elle considère de même importance de comptabiliser les blessés que les morts. Elle distingue ces fusillades des meurtres de masse tels que les définit le FBI et qui concernent les meurtres causant au moins quatre morts, quelle que soit l'arme utilisée (armes à feu, bombes, armes chimiques, etc.). Pour l'année 2023, à la date du 15 novembre, GVA comptabilise, selon ces critères, 603 fusillades de masse et 32 meurtres de masse. Les cinq états les plus touchés par ce phénomène depuis 2014 sont l’Illinois (463), la Californie (410), le Texas (326), la Floride (265) et la Pennsylvanie (223). Les neuf états les plus préservés sont le Dakota du Nord (1), le Wyoming (1), le Vermont (2), l'Idaho (3), le Montana (4), le Dakota du Sud (4), l'Alaska (5), le Maine (5) et la Virginie (5).   

### Amérique du Sud

#### Brésil
Au Brésil, les fusillades de masses notables comprennent la fusillade de Realengo en 2011.

## Motifs
Les fusillades de masse peuvent constituer des actes terroristes mais aussi avoir pour cause la maladie mentale de leur auteur, entre autres. Le psychologue médico-légal Stephen Ross dit que l'extrême colère et les pensées des tireurs sont le plus souvent l'explication de leurs actes, plutôt que la maladie mentale. Une étude réalisée par des chercheurs de l'université Vanderbilt a constaté que « moins de 5 % des 120 000 homicides par armes à feu aux États-Unis entre 2001 et 2010 ont été perpétrés par des personnes souffrant d'une maladie mentale ». John Roman de l'Urban Institute soutient que même si permettre un meilleur accès aux soins de santé mentale, restreindre les armes très puissantes, et créer une infrastructure défensive de lutte contre le terrorisme serait constructif, ces solutions ne répondront pas au problème, qui est que « nous avons beaucoup de très jeunes hommes en colère dans notre pays et dans le monde ».
L'auteur Dave Cullen décrit le tueur Eric Harris comme un « collectionneur d'injustices » dans son livre Colombine, publié en 2009. Il a développé ce concept en 2015 dans New Republic, avec un essai sur ces collectionneurs d'injustices, en identifiant plusieurs tueurs tristement célèbres, y compris Christopher Dorner, Elliot Rodger, Vester Flanagan, et Andrew Kehoe. De même, l'expert des fusillades de masses et ancien profileur FBI Mary O'Toole utilise également l'expression de « collectionneur d'injustices » pour caractériser les motivations d'auteurs de certains de ces actes. Le criminologue James Alan Fox fait valoir que les meurtriers de masse sont « activés par l'isolement social » et ont connu généralement « des années de déception et d'échec qui produisent un mélange de profond désespoir et un profond ressentiment »,.
En considérant la fréquence des fusillades de masse aux États-Unis, le criminologue et avocat du contrôle des armes à feu Peter Squires estime que la culture individualiste des États-Unis accentue le risque de fusillades de masse par rapport aux autres pays.

## Réponses

### Médias
Certains ont considéré[Qui ?] que l'attention des médias aux auteurs des fusillades de masse était un facteur déclencheur de nouveaux attentats. En réponse à cela, certains pays limitent la mention de l'identité des suspects dans les médias, afin d'éviter de leur donner de la notoriété.
Les effets des messages utilisés durant la couverture des fusillades de masse ont été étudiés. Les chercheurs ont étudié le rôle de cette couverture des évènements joue dans la perception publique des malades mentaux et dans le soutien du public au contrôle des armes.
Certains médias ont pesé sur le débat pour le contrôle des armes à feu. Après la fusillade de San Bernardino en 2015, le New York Daily News a intitulé sa une « Dieu ne va pas régler ça », accompagné par des « images de tweets des principaux Républicains qui ont partagé leurs "idées" et des "prières" pour les victimes »,.

### Réforme du droit des armes
Les réponses à des fusillades de masse varient en fonction du pays et du climat politique.

#### Australie
Après le massacre de Port Arthur en Australie, le gouvernement a modifié la loi sur les armes. Comme aux États-Unis, les chiffres variaient en fonction de la définition de « fusillade de masse » ; en 2006, une étude utilisa une définition selon laquelle « une fusillade de masse est une fusillade dans laquelle au moins cinq homicides par arme à feu sont commis par un ou deux auteurs dans un milieu civil, sans compter les auteurs ». Entre 1981 et l'adoption de la loi en 1996, il y eut 13 fusillades de masse avec cinq victimes ou plus ; durant les dix ans et demi écoulés entre l'adoption de la loi et la publication de l'article, il n'y avait plus eu de fusillades de masse. Il s'est produit quatre fusillades ne répondant pas à la définition de « fusillade de masse » de 2006 entre 1996 et juin 2016.

#### Royaume-Uni
À la suite du massacre de Hungerford en 1987 et de la tuerie de Dunblane en 1996, le Royaume-Uni a promulgué des lois restrictives quant aux armes et un programme de rachat pour réduire le nombre d'armes en circulation.

#### États-Unis
Aux États-Unis, le soutien à une éventuelle réforme du droit des armes varie considérablement d'un parti politique à l'autre, les démocrates y étant en général plutôt favorables et les républicains plutôt opposés. Certaines personnes estiment que des lois restrictives sur les armes pourraient empêcher de futures fusillades de masse. Certains politiciens ont proposé une loi pour que soient vérifiés les antécédents des futurs acquéreurs d'une arme à feu. Une grande majorité des Américains soutient ce type de contrôles préalables. « Selon un sondage [...] de l'université de Quinnipiac, 93 % des électeurs inscrits interrogés ont dit qu'ils seraient en faveur de la vérifications universelle des antécédents des acheteurs d'armes à feu ».
D'autres soutiennent que les fusillades de masse ne doivent pas être l'objectif principal des réformes du droit, car ces fusillades représentent moins d'un pour cent des homicides et qu'elles sont difficiles à prévenir. Ils prétendent souvent que des civils armés seraient en mesure d'arrêter les fusillades.
Le 29 juillet 2022, la Chambre des représentants américaine a voté un projet de loi, soutenu par le président Biden, interdisant les fusils d'assaut et les armes semi-automatiques : 217 voix pour et 213 contre. Mais il semble qu'une adoption par le Sénat soit improbable. 